# جرم‌گیری دندان
جرم گیری و برق انداختن دندان‌ها برای رفع پلاک طبیعی، جرم و رنگها است. هر چند هدف اصلی جرمگیری جلوگیری از بیماری‌های لثه است، این کار می‌تواند ظاهر دندان‌های بیمار را تمیز و براق جلوه دادن آنها جذاب‌تر کند. جرم گیری با استفاده از ابزارهای ویژه‌ای انجام می‌شود. این کار با خمیر دندان مخصوص و با استفاده از یک وسیله موتور دار انجام می‌شود که پلاک باقی‌مانده و رنگ سطوح دندان را که ناشی از غذاها، نوشابه‌ها و مصرف دخانیات است رفع می‌کند. تجمع پلاک و بقایای مواد غذایی بر روی سطوح دندانی که برق انداخته شده باشد (اصطلاحات پولیش شده باشند) دشوارتر است.

#### چرا دندان جرم می گیرد؟
حتی اگر بهداشت دهان و دندان خود را به خوبی رعایت کنید، اما با این وجود باکتری‌هایی در دهان وجود دارند که با مصرف باقی مانده‌های غذایی به خصوص پروتئین‌ها به تشکیل پلاک‌های روی دندانی می‌پردازند.
این جرم می‌توانند در بخش‌هایی از دندان مانند خط لثه که مسواک و نخ دندان به خوبی به آن دسترسی ندارد، تجمع پیدا کنند و سبب آسیب رسیدن به دندان و لثه شوند.